# 维勒代涅
维勒代涅（法語：Villedaigne，法語發音：[vildɛɲ] ⓘ）是法国奥德省的一个市镇，位于该省的东北部，属于纳博讷区。

## 地理
维勒代涅（43°12'55"N, 2°51'38"E）面积2.49 平方千米，位于法国奧克西塔尼大區奥德省，该省份为法国南部沿海省份，北起塔恩省，西北接上加龙省，西接阿列日省，南至东比利牛斯省，东临地中海，东北与埃罗省接壤。
与维勒代涅接壤的市镇（或旧市镇、城区）包括：卡内、克吕斯卡德、内维扬、赖萨克多德。
维勒代涅的时区为UTC+01:00、UTC+02:00（夏令时）。

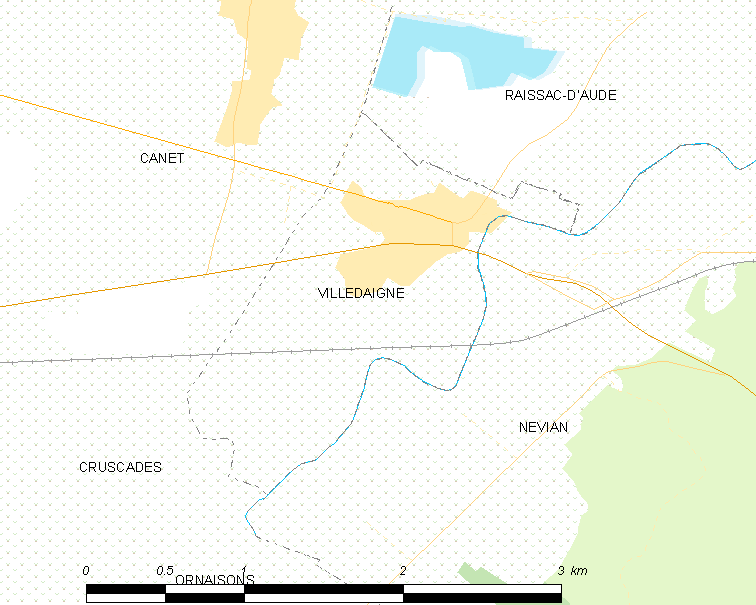
维勒代涅的OSM定位图

## 行政
维勒代涅的邮政编码为11200，INSEE市镇编码为11421。

## 政治
维勒代涅所属的省级选区为纳博讷第一县。

## 交通
奥德省省道D11线和D6113线在市中心交汇。

## 人口

1962-2008年间维勒代涅人口变化图示

维勒代涅于2022年1月1日时的人口数量为573人。